# シカツナ勲章
シカツナ勲章（フィリピン語: Orden ni Sikatuna）は、フィリピン共和国の勲章。フィリピンに対する顕著な功績を上げた者や、自国とフィリピンの関係を促進、発展させ、強化するうえで顕著な貢献をした外交官や外国の官僚、国民、そして本省勤務および外交官勤務双方で活躍した外務省官僚に贈られる。
シカツナ勲章は、外務大臣が大統領の名で授与することができる。

## 歴史
シカツナ勲章は、1953年2月27日に発令された大統領令第571号によって、エルピディオ・キリノ大統領により制定された。大統領令第571号の2節には、「シカツナ勲章は、…フィリピンと外国の間の最初の盟約（pacto de sangre）を記念する…」と記されている。この大統領令では、シカツナ勲章はサンドゥゴとして知られる血の盟約（pacto de sangre）を記念する勲章として位置づけられた。「最初の盟約」とは、ボホール島の族長であるダトゥ・シカツナと、スペイン帝国のコンキスタドールであるミゲル・ロペス・デ・レガスピとの間で1565年に交わされた「フィリピン人とスペイン人の友好条約」を指している。だが、近年、大統領令で示された前提が疑問視されている。そもそもこの出来事は、その44年前にフェルディナンド・マゼラン率いるスペイン船団がフィリピンに到達して以来、初めて交わされた血の盟約ではない。マゼランはこの儀式を"casi casi"と呼んだが、これはマレー語で「同一のものであること」、或いは血の兄弟を表す。併せて、初めて平和条約が交わされたのは1521年4月9日の火曜日、マゼランとセブ島の族長ダトゥ・フマボンとの間でのことと記録されている。従って、大統領令で示された「最初の盟約」がダトゥ・シカツナのものと断定できるかは定かでない。
シカツナ勲章は当初4等級構成だったが、これはディオスダド・マカパガル、フェルディナンド・マルコス両大統領によって拡大された。2003年、グロリア・アロヨ大統領の下で発せられた大統領令第236号「フィリピン勲章規定」によって、フィリピンの栄典制度が改定された。この改定により、シカツナ勲章を含めた種々の栄典の名称が簡潔なものに改められた。

## 等級
| シカツナ勲章のリボンバー | シカツナ勲章のリボンバー | シカツナ勲章のリボンバー | シカツナ勲章のリボンバー | シカツナ勲章のリボンバー | シカツナ勲章のリボンバー |
| ------------------------ | ------------------------ | ------------------------ | ------------------------ | ------------------------ | ------------------------ |
| メンバー                 | オフィサー               | コマンダー               | グランド・オフィサー     | グランド・クロス         | グランド・カラー         |

- グランド・カラー（GCS）（ラージャ） – 在職中か退職後の国家元首や政府首脳に授与される。
- グランド・クロス（GCrS）（ダトゥ（英語版）） – グランド・クロスには金章と銀章の二等級が設けられている。皇太子・王太子、副大統領、上院議長、下院議長、法務長官、外務大臣その他の政府閣僚、大使、事務次官、次官補や同等の地位にある人物に授与される。
- グランド・オフィサー（GOS）（マリンガル・ナ・ラカン） – 代理公使、公使、公使参事官、総領事、事務局長や同等の地位にある人物に授与される。
- コマンダー（CS）（ラカン） – 臨時代理公使、参事官、一等書記官、領事、二等書記官よりも地位の高い領事館官吏、局長や同等の地位にある人物に授与される。
- オフィサー（OS）（マギノー） – 二等書記官、領事、補佐官や同等の地位にある人物に授与される。
- メンバー（MS）（マハリカ（英語版）） – 三等書記官、副領事、大使館員、主席補佐や同等の地位にある人物に授与される。

## 主な受章者

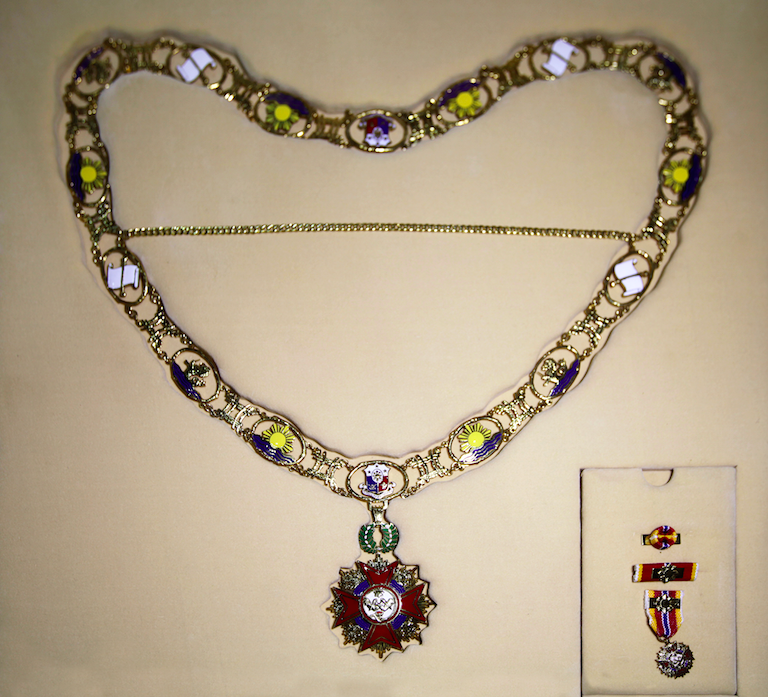
シカツナ勲章頸飾

### 各国大使等
- ロベルト・ヘラルト・ブリンクス - 元オランダ大使、グランド・クロス[8]
- 呉紅波（中国語版） - 元中華人民共和国大使、グランド・クロス[9]
- アフターブ・アフマッド・カーン（英語版） - 1986年に人質2人を解放した功績で知られる元パキスタン特命全権大使
- ドミンゴ・ルケナリオ・ジュニア（英語版） - フィリピン外交官、グランド・クロス
- アウシデス・G・R・プラテス - 二か国間貿易を促進した功績で知られる元ブラジル大使、グランド・クロス[10]
- アレハンドロ・オラシオ・ピニェイロ - 元アルゼンチン大使、グランド・クロス
- グレーム・マチソン - 元ニュージーランド大使、グランド・クロス[11]
- ロバート・コレット - 元カナダ大使、グランド・クロス、2003年8月
- フランシス・ジョセフ・リッチアードン・ジュニア（英語版） - 元アメリカ合衆国大使[12][13]
- ジェリル・サントス（英語版） - 駐越フィリピン大使、グランド・クロス[14]
- イスカンダル・ビン・サルディン - 元マレーシア大使、グランド・クロス[15]
- ダト・モハマド・ザムリ・ビン・モハマド・カッシム - 元マレーシア大使、グランド・クロス[16]
- ジョアン・ホセ・ゴメス・カエターノ・ダ・シウヴァ - 元ポルトガル大使、グランド・クロス[17]
- スタニスラフ・スラヴィツキー - 元チェコ特命全権大使[18]
- 角谷清（英語版） - 元日本大使、グランド・クロス[19]
- ウ・サン・テイン - 元ミャンマー大使、グランド・クロス
- クリストファー・ソーンリー - 元カナダ大使、グランド・クロス[20]
- ハリー・キールズ・トーマス・ジュニア（英語版） - 元アメリカ合衆国大使、グランド・クロス[21]
- ビル・トウェデル - 元オーストラリア大使
- ロドルフォ・セヴェリーノ・ジュニア（英語版） - 元東南アジア諸国連合事務総長、グランド・カラー[22]
- ヘルベルト・イェス - 元ドイツ大使、グランド・クロス
- ワディ・アル＝バッティ - 元イラク大使、グランド・クロス
- エリック・フェルナー（英語版） - 元ノルウェー大使、グランド・クロス
- ヤロスラヴ・オルシャ・ジュニア - チェコ大使、グランド・クロス（金）[23]
- アマンダ・ゴレリー - オーストラリア大使、グランド・クロス（銀）[23]
- ダトゥ・ラズラン・アブドゥル・ラシード - マレーシア大使、グランド・クロス（銀）[23]
- エンリケ・マナロ（英語版） - フィリピン外交官、外務省政策担当次官、元駐英、駐ベルギー、駐ルクセンブルク大使、欧州連合フィリピン代表団長、グランド・クロス（金）、2010年6月

### 国家元首等
- フェルディナンド・マルコス - 第10代フィリピン大統領
- 昭和天皇 - 第124代天皇、グランド・カラー
- 皇太子明仁親王 - グランド・カラー[24]
- ハイレ・セラシエ1世 - エチオピア帝国皇帝
- サイイド・ハルン・プトラ - 第3代マレーシア国王[25]
- ドワイト・D・アイゼンハワー - 第34代アメリカ合衆国大統領
- フランシスコ・フランコ - スペイン国大元帥
- ラーマ9世 - 第9代タイ王国国王
- スハルト - 第2代インドネシア大統領
- マヘンドラ・ビール・ビクラム・シャハ - 第9代ネパール王国国王
- バラク・オバマ - 第44代アメリカ合衆国大統領
- スシロ・バンバン・ユドヨノ - 第6代インドネシア大統領[26]
- ノロドム・シハヌーク - カンボジア国王
- 安倍晋三 - 第97代内閣総理大臣、グランド・カラー[27]
- プレーク・ピブーンソンクラーム - タイ王国首相、グランド・カラー、1955年
- ニコラエ・チャウシェスク - 初代ルーマニア大統領、ルーマニア共産党書記長

### その他
- ワッシム・ナナー - 駐シリア・アレッポ名誉総領事、グランド・オフィサー
- ハイメ・シン - マニラ大司教[28]
- マニー・パッキャオ - プロボクサー[29]
- ムハンマド・モフシン - 元バングラデシュ参事、グランド・クロス[30]
- ヨハンエス・デ・コック - 欧州委員会首席代表、グランド・クロス（金）[31]
- ラファエル・E・セグイス - フィリピン外務省特別事業次官、グランド・クロス[32]
- 千野忠男 - アジア開発銀行総裁、グランド・クロス[33]
- 潘基文 - 第8代国際連合事務総長[34]
- ホセ・T・アルモンテ（英語版） - 元フィデル・ラモス大統領付き国家安全保障アドバイザー[35]
- ダニエル・イノウエ - アメリカ合衆国上院議員、グランド・クロス[36]
- ジョージ・ヨー（英語版） - 元シンガポール外務大臣、グランド・クロス[37]
- 緒方貞子 - 元国連難民高等弁務官[38]
- ハリーファ・ビン・サルマーン・アル・ハリーファ（英語版） - バーレーン首相